# Le ore invisibili
Le ore invisibili è il sesto romanzo di David Mitchell del 2014, selezionato tra i finalisti del Booker Prize.
Ambientato in Inghilterra e in Irlanda, narra la storia di Holly Sykes, dal 1984 al 2043, durante 60 anni circa, storia che inizia a Gravesend e finisce sulla costa atlantica irlandese, nella Contea di Cork, sull'orlo della catatrosfe climatica. Il romanzo comprende sei storie discontinue:
- A Hot Spell, (Un'ondata di caldo) 1984
- The Myrrh is Mine, Its Bitter Perfume, (Io porto mirra: il suo profumo amaro) 1991
- The Wedding Bash, (La baldoria nuziale) 2004
- Crispin Hershey's Lonely Planet, (Il pianeta solitario di Crispin Hershey) 2015 (2015-13 dicembre 2020)
- An Horologist's Labyrinth, (Il labirinto dell'Orologista) 2025
- Sheep's Head, 2043

## Edizioni
- David Mitchell, Le ore invisibili, Frassinelli, 2015,  p. 600, ISBN 978-88-8832-066-3.